# Liste der Biografien/Tai
Liste der Biografien |
Portal Biografien |
Personensuche
# |
A |
B |
C |
D |
E |
F |
G |
H |
I |
J |
K |
L |
M |
N |
O |
P |
Q |
R |
S |
T |
U |
V |
W |
X |
Y |
Z |
?
 
Ta |
Tc |
Te |
Tf |
Tg |
Th |
Ti |
Tj |
Tk |
Tl |
Tm |
To |
Tq |
Tr |
Ts |
Tu |
Tv |
Tw |
Tx |
Ty |
Tz
 
Taa |
Tab |
Tac |
Tad |
Tae |
Taf |
Tag |
Tah |
Tai |
Taj |
Tak |
Tal |
Tam |
Tan |
Tao |
Tap |
Taq |
Tar |
Tas |
Tat |
Tau |
Tav |
Taw |
Tax |
Tay |
Taz
Die Liste der Biografien führt alle Personen auf, die in der deutschsprachigen Wikipedia einen Artikel haben. Dieses ist eine Teilliste mit 175 Einträgen von Personen, deren Namen mit den Buchstaben „Tai“ beginnt.

## Tai
- Tai Ding, chinesischer Kronprinz der Shang-Dynastie
- Tai Jia († 1720 v. Chr.), chinesischer König der Shang-Dynastie
- Tai Kang, König der Xia-Dynastie
- Tai Orathai (* 1980), thailändische Sängerin
- Tai Pichit (* 1963), thailändischer Snookerspieler und -trainer
- Tai Si, chinesische Königsfrau und Königinnenmutter
- Tai Tenn Quee, Barbara, jamaikanische Badmintonspielerin
- Tai Wu († 1562 v. Chr.), neunter oder zehnter König der Shang-Dynastie
- Tā'iʿ, at- († 991), Kalif der Abbasiden
- Tai, Benny (* 1964), chinesischer Rechtswissenschaftler und Demokratieaktivist aus Hongkong
- Tai, Katherine (* 1974), amerikanische Juristin und designierte Handelsbeauftragte der Vereinigten Staaten im Kabinett Biden
- Tai, Kobe (* 1972), US-amerikanische PornodarstellerinKobe Tai (* 1972)

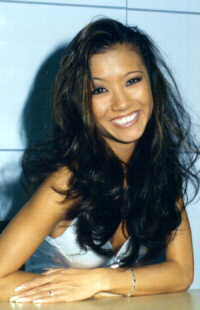
Kobe Tai (* 1972)

- Tai, Miyuki (* 1980), japanische Badmintonspielerin
- Tai, Tzu-ying (* 1994), taiwanische Badmintonspielerin

### Taia
- Taïa, Abdellah (* 1973), marokkanischer Schriftsteller, Journalist und Filmemacher
- Taiana, Jorge (* 1950), argentinischer Diplomat und Politiker
- Taiaroa, Archie (1937–2010), neuseeländischer Politiker

### Taib
- Ta'ib, Tariq at- (* 1977), libyscher Fußballspieler
- Taibbi, Matt (* 1970), US-amerikanischer Schriftsteller und JournalistMatt Taibbi (* 1970)

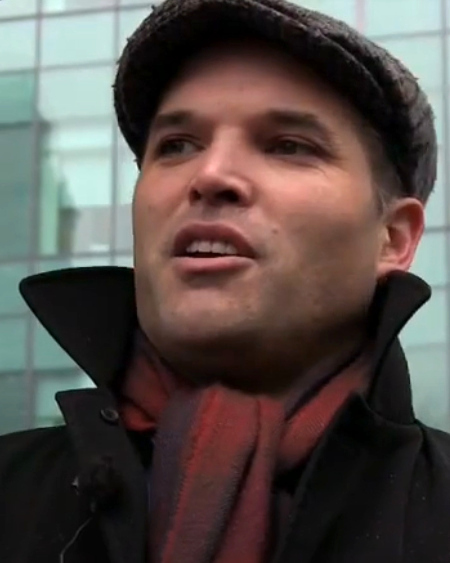
Matt Taibbi (* 1970)

- Taiber, Werner (* 1961), deutscher Bankenmanager; Vorstand der WestLB
- Taibi, Massimo (* 1970), italienischer Fußballtorwart
- Taïbi, Waniss (* 2002), französisch-algerischer Fußballspieler
- Taibo II, Paco Ignacio (* 1949), spanisch-mexikanischer Schriftsteller
- Taibo, Paco Ignacio (1924–2008), spanisch-mexikanischer Schriftsteller und Journalist
- Taibo, Walter (1931–2021), uruguayischer Fußballspieler und Fußballtrainer

### Taic
- Taichang (1582–1620), chinesischer Kaiser der Ming-Dynastie
- Taichi (* 1984), deutscher Rapper
- Taichō, japanischer Shugendō-Mönch der Nara-Zeit

### Taid
- Taïder, Saphir (* 1992), algerisch-französischer Fußballspieler

### Taie
- Taieb, Josef (* 2005), österreichischer Fußballspieler
- Taieb, Maurice (1935–2021), französischer Geologe

### Taif
- Taifi, Yasser al- (* 1971), saudi-arabischer Fußballspieler
- Taifur, Arif (* 1945), irakischer Politiker und stellvertretender Parlamentspräsident des Irak

### Taig
- Taigi, Anna Maria (1769–1837), italienische Heilige und MystikerinAnna Maria Taigi (1769–1837)

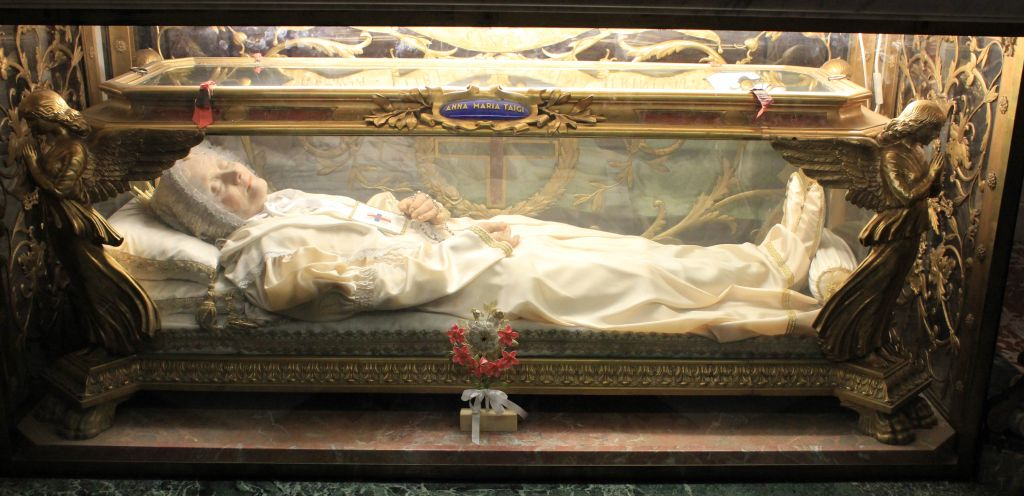
Anna Maria Taigi (1769–1837)

- Taigny, Émile (1810–1875), französischer Schauspieler

### Taih
- Taihō, Kōki (1940–2013), japanischer Sumōringer der Nachkriegszeit
- Taihuttu, Hans (* 1909), indonesischer Fußballspieler

### Taik
- Taik Maung, Gregory (* 1946), myanmarischer Geistlicher, emeritierter Weihbischof in Pyay
- Täikenow, Maqsat (* 1997), kasachischer Fußballspieler
- Taikichirō, Mori (1904–1993), japanischer Unternehmer
- Taikon, Dimitri (1879–1950), schwedischer Märchen- und Geschichtenerzähler; Patriarch aller schwedischer Roma
- Taikon, Katarina (1932–1995), schwedische Autorin und Schauspielerin vom Volk der Roma
- Taikon, Rosa (1926–2017), schwedisch-romanesische Schauspielerin, Silberschmiedin und Bürgerrechtlerin

### Tail
- Tail Dragger (1940–2023), US-amerikanischer Blues-Sänger
- Tailakowa, Marija Wladimirowna (* 2001), russische Tischtennisspielerin
- Tailer, William (1675–1731), englischer Puritaner; Gouverneur der Province of Massachusetts Bay
- Tailfeathers, Elle-Máijá (* 1985), kanadische Filmschauspielerin und Regisseurin/Filmemacherin
- Tailhade, Laurent (1854–1919), französischer Dichter und anarchistischer Polemiker
- Tailhades, Edgar (1904–1986), französischer Politiker
- Tailhand, Adrien (1810–1889), französischer Politiker, Mitglied der Nationalversammlung
- Taillandier, Albert (1879–1945), französischer Radrennfahrer
- Taillandier, Jean (* 1938), französischer Fußballtorhüter
- Taille, Maurice de la (1872–1933), katholischer Jesuit und Theologe
- Taillebois, Ivo († 1094), normannischer Adliger, High Sheriff of Bedfordshire, High Sheriff of Lincolnshire
- Taillefer († 1066), normannischer Barde
- Taillefer, Fabien (* 1989), französischer Radrennfahrer
- Tailleferre, Germaine (1892–1983), französische KomponistinGermaine Tailleferre (1892–1983)

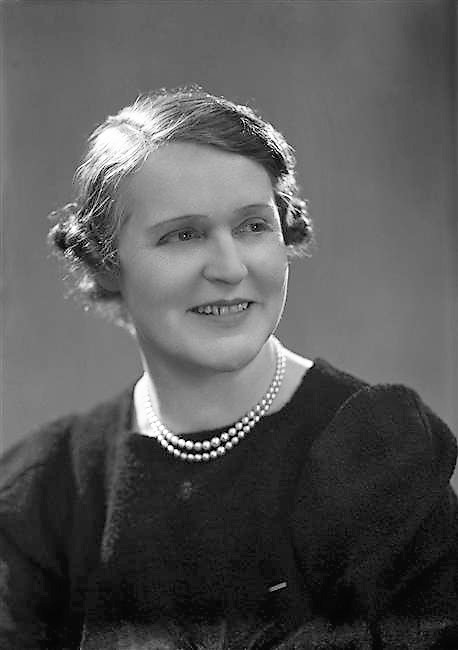
Germaine Tailleferre (1892–1983)

- Taillemont, Claude de, französischer Dichter
- Tailleu, Simon (* 1983), französischer Jazzmusiker (Kontrabass, Bassgitarre, Komposition)
- Tailleur, Jean (* 1963), kanadischer römisch-katholischer Geistlicher, Weihbischof in Québec
- Taillez, Pascale (* 1988), schweizerische Voltigiererin
- Taillibert, Roger (1926–2019), französischer Architekt
- Tailliez, Philippe (1905–2002), französischer Seemann, Sporttaucher und Schriftsteller
- Taillon, Jacinthe (* 1977), kanadische Synchronschwimmerin
- Taillon, Louis-Olivier (1840–1923), kanadischer Politiker
- Tailor (* 1986), südafrikanische Musikerin, Singer-Songwriter
- Tailor, Dipak (* 1964), englischer Badmintonspieler
- Tailor, Jade (* 1985), US-amerikanische Filmschauspielerin

### Taim
- Taima, Sängersklavin
- Taima, Richard (* 1971), sambischer Politiker, Stellvertretender Minister im Präsidialamt
- Taimanow, Mark Jewgenjewitsch (1926–2016), russisch-sowjetischer Pianist und Schachspieler
- Taimasowa, Madina Andrejewna (* 1999), russische Judoka
- Taimiaho, Nina (* 1967), finnische Squashspielerin
- Taimijew, Beibulat (1779–1831), tschetschenischer militärischer und politischer Führer
- Taimina, Daina (* 1954), sowjetisch-lettisch-US-amerikanische Mathematikerin und Hochschullehrerin
- TaiMO, deutscher Rapper
- Taimsoo, Kaspar (* 1989), estnischer Ruderer
- Taimur ibn Faisal (1886–1965), Sultan von Maskat und Oman (1913–1932)Taimur ibn Faisal (1886–1965)

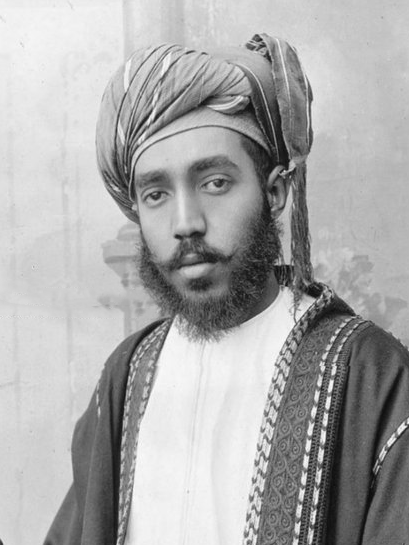
Taimur ibn Faisal (1886–1965)

- Taimur, Syeda Anwara (1936–2020), indische Politikerin, Rajya Sabha-Mitglied, Chief Minister von Assam

### Tain
- Tainá (* 1995), brasilianische Fußballspielerin
- Taina, Hannu (1941–2025), finnischer Designer, Grafiker, Illustrator und Autor
- Tainaka, Fukushi (* 1954), japanischer Jazzmusiker (Schlagzeug)
- Tainara (* 1999), brasilianische Fußballspielerin
- Taine, Hippolyte (1828–1893), französischer Historiker und KritikerHippolyte Taine (1828–1893)

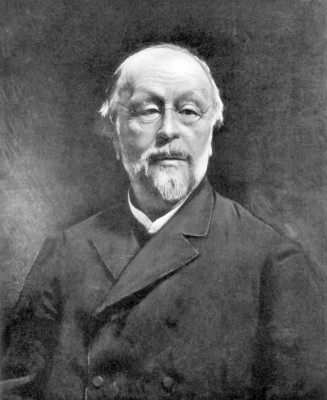
Hippolyte Taine (1828–1893)

- Taine, John (1883–1960), schottisch-amerikanischer Mathematiker
- Tainha, Manuel (1922–2012), portugiesischer Architekt
- Taini, Davide (* 1976), Schweizer Fussballspieler
- Tainio, Teemu (* 1979), finnischer Fußballspieler und Fußballtrainer
- Taino, Eric (* 1975), philippinischer Tennisspieler
- Tainsy, Andrée (1911–2004), belgische Schauspielerin
- Tainter, Charles Sumner (1854–1940), amerikanischer Erfinder
- Tainter, Joseph (* 1949), amerikanischer Anthropologe und Historiker
- Tainton, Christopher (* 1975), deutscher Pianist
- Taintor, Catherine († 1924), Hochstaplerin
- Tainturier, Georges (1890–1943), französischer Degenfechter und Olympiasieger
- Tainy (* 1989), puerto-ricanischer Musikproduzent, Komponist und DJ

### Taio
- Taiocchi, Augusto (1950–2010), italienischer Endurosportler

### Taip
- Taipale, Armas (1890–1976), finnischer Leichtathlet
- Taipale, Hannu (* 1940), finnischer Skilangläufer
- Taipale, Ilmari (1928–2008), finnischer Mittel- und Langstreckenläufer
- Taipale, Kuisma (* 1970), finnischer Skilangläufer
- Taipale, Reijo (1940–2019), finnischer Tango- und Schlagersänger
- Taipale, Vappu (* 1940), finnische Politikerin (Sozialdemokratische Partei), Kinder- und Jugendpsychiaterin und Hochschullehrerin
- Taipi, Gjelbrim (* 1992), kosovarisch-albanischer Fußballspieler
- Taipo, Maria Helena (* 1961), mosambikanische Politikerin (FRELIMO)

### Tair
- Taira no Atsumori (1169–1184), Mitglied des japanischen Taira−Klans
- Taira no Kiyomori (1118–1181), General in der späten Heian-Zeit in JapanTaira no Kiyomori (1118–1181)

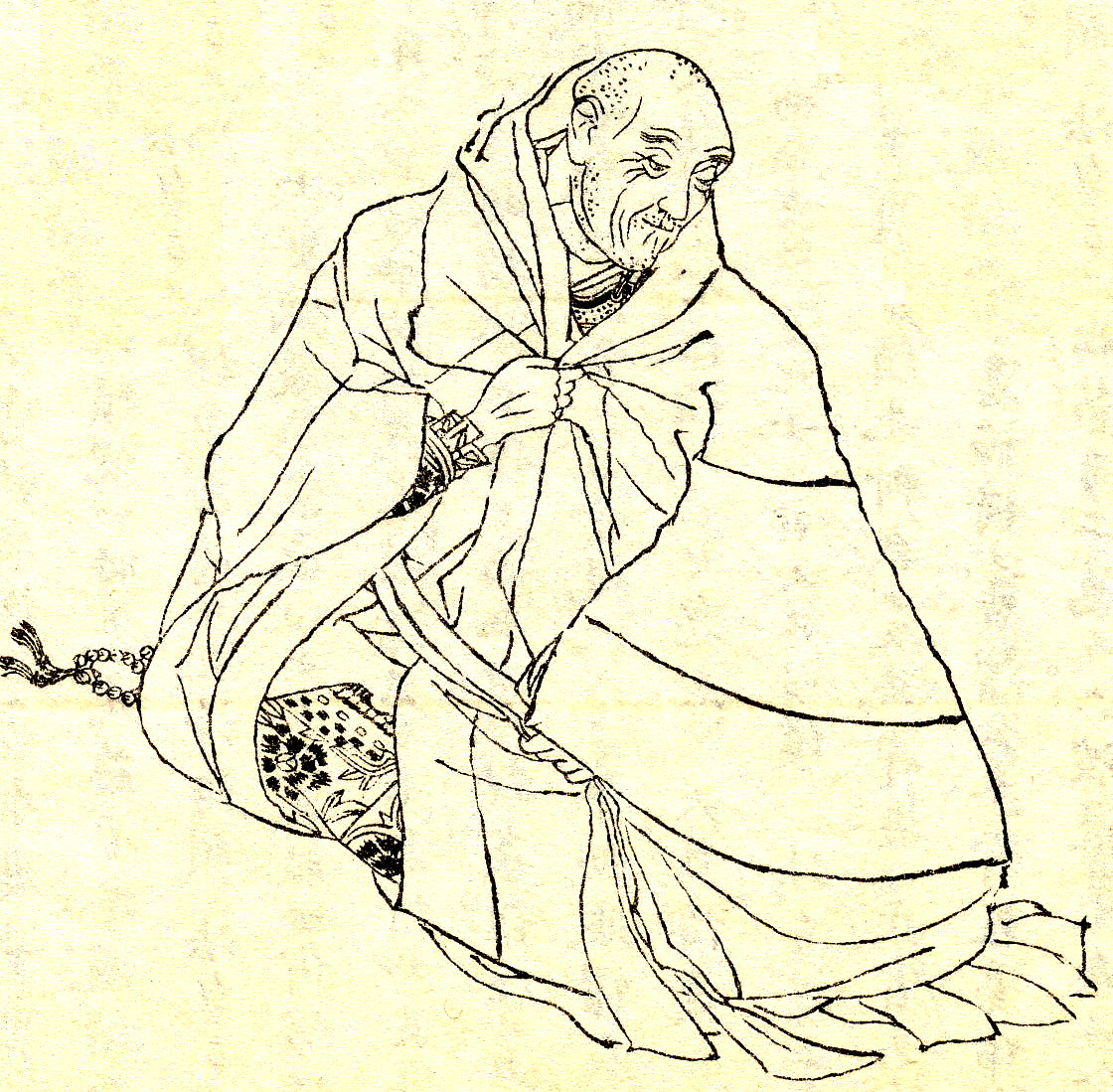
Taira no Kiyomori (1118–1181)

- Taira no Munemori (1147–1185), japanischer Militärkommandant in der späten Heian-Zeit
- Taira no Shigehira (1158–1185), Oberkommandierender des Taira-Clans
- Taira no Shigemori (1138–1179), japanischer Militärführer in der späten Heian-Zeit
- Taira no Tadamori (1095–1153), japanischer Provinzgouverneur
- Taira no Tadanori (1144–1184), japanischer Feldherr und Dichter in der späten Heian-Zeit
- Taira no Tomomori (1152–1185), Clanführer und Kommandeur der Taira im Gempei-Krieg
- Taira, Masaaki (* 1967), japanischer Politiker
- Taira, Masakado (903–940), japanischer Militärführer in der mittleren Heian-Zeit
- Taira, no Yoritsuna († 1293), japanischer Krieger und Hausverwalter der Hōjō
- Taira, Satoshi (* 1970), japanischer Fußballspieler
- Taira, Shinken (1898–1970), japanischer Meister des Kobudō
- Taira, Tomohiro (* 1990), japanischer Fußballspieler
- Taira, Tomoyuki (* 1959), japanischer Politiker
- Taira, Toshiko (1921–2022), japanische Färberin und Kunsthandwerkerin
- Taira, Yoshihisa (1937–2005), japanischer Komponist
- Tairov, Amza, mazedonischer Musiker
- Tairović, Tea (* 1996), serbische Pop- und Folk-Sängerin
- Tairow, Alexander Jakowlewitsch (1885–1950), russisch-sowjetischer Regisseur und Theatertheoretiker
- Tairowa, Jelena Kairatowna (1991–2010), russische Schachspielerin

### Tais
- Tais, Washington (* 1972), uruguayischer Fußballspieler
- Taishi, Ci (166–206), General der Wu-Dynastie zur Zeit der Drei Reiche im alten China
- Taishi, Xiang, General der Wu-Dynastie im alten China
- Taishō (1879–1926), 123. Tennō von JapanTaishō (1879–1926)

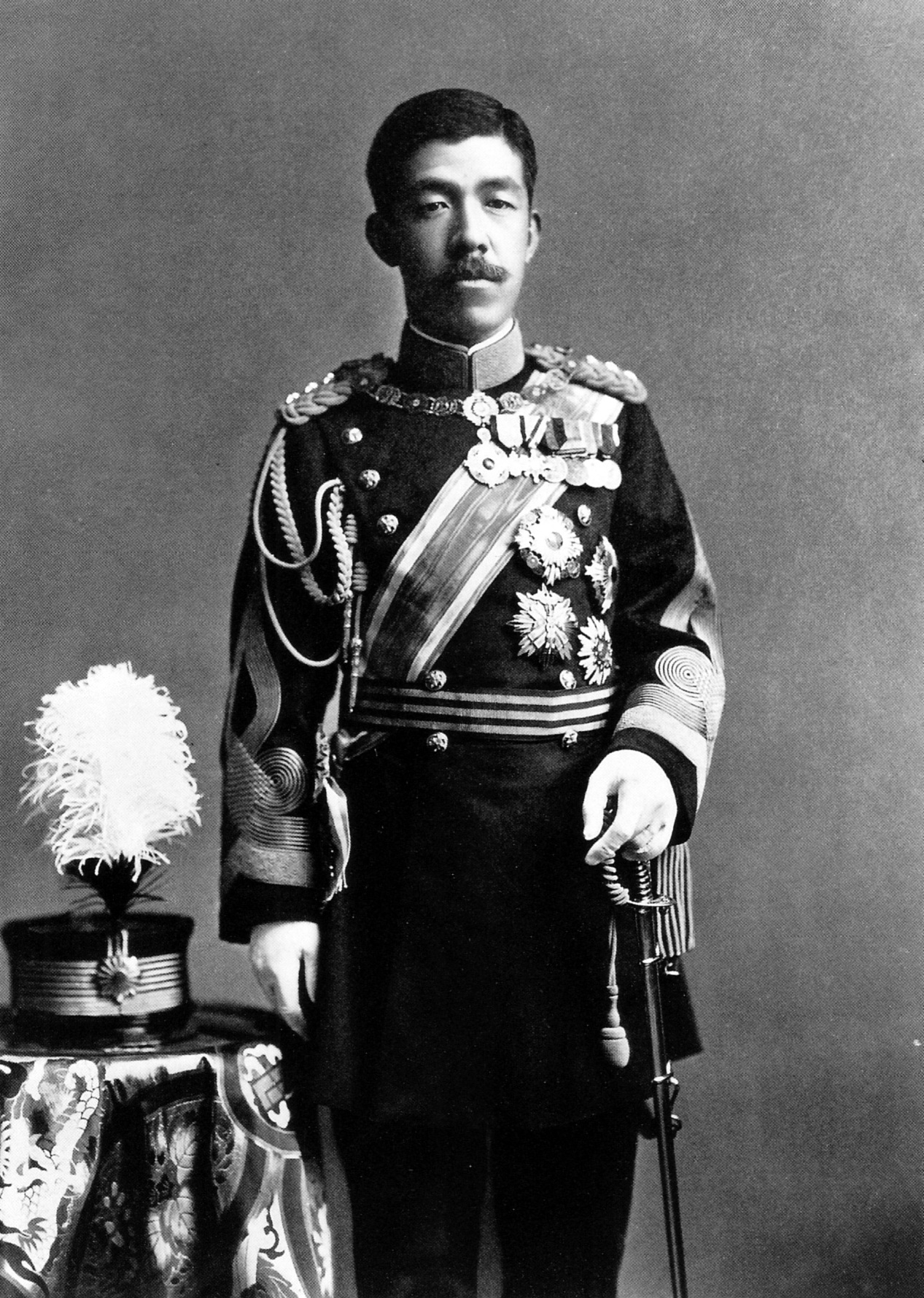
Taishō (1879–1926)

- Taisnier, Jean (1508–1562), Jurist, Musiker und Mathematiker
- Taison (* 1988), brasilianischer Fußballspieler

### Tait
- Tait, Archibald Campbell (1811–1882), englischer Geistlicher, Erzbischof von Canterbury
- Tait, Arthur Fitzwilliam (1819–1905), US-amerikanischer Maler
- Tait, Ashley (* 1975), britischer Eishockeyspieler
- Tait, Blyth (* 1961), neuseeländischer Vielseitigkeitsreiter
- Tait, Catharine (1819–1878), englisch-britische Philanthropin und Sozialaktivistin
- Tait, Cecilia (* 1962), peruanische Volleyballnationalspielerin und Politikerin
- Tait, Charles (1768–1835), US-amerikanischer Jurist und Politiker
- Tait, David (1912–1956), Ethnologe
- Tait, Dylan (* 2001), schottischer Fußballspieler
- Tait, Fabian (* 1993), italienischer Fußballspieler
- Tait, Flavien (* 1993), französischer Fußballspieler
- Tait, Gerald (1866–1938), britischer Segler
- Tait, James (1863–1944), britischer Mittelalterhistoriker
- Tait, John (1888–1971), kanadischer Mittel- und Langstreckenläufer
- Tait, John Robinson (1834–1909), US-amerikanischer Dichter, Kunstkritiker und Reiseschriftsteller sowie Landschaftsmaler der Düsseldorfer und Münchner Schule
- Tait, Macaulay (* 2005), schottischer Fußballspieler
- Tait, Margaret (1918–1999), schottische Ärztin, Filmemacherin, und Dichterin
- Tait, Mathew (* 1986), englischer Rugby-Union-Spieler
- Tait, Peter, neuseeländischer Schauspieler, Synchronsprecher, Drehbuchautor und Filmregisseur
- Tait, Peter Guthrie (1831–1901), schottischer Physiker
- Tait, Richard (* 1989), schottischer Fußballspieler
- Tait, Robert Lawson (1845–1899), schottischer Chirurg und Gynäkologe
- Tait, Robin (1940–1984), neuseeländischer Diskuswerfer und Kugelstoßer
- Tait, Sarah (1983–2016), australische Ruderin
- Tait, William W. (1929–2024), US-amerikanischer Philosoph und Logiker
- Taitague, Nick (* 1999), US-amerikanischer Fußballspieler
- Taitl, Georg (* 1966), österreichischer Journalist und Herausgeber
- Taitt, Branford (1938–2013), barbadischer Politiker
- Taitt, Laurie (1934–2006), britischer Hürdenläufer
- Taitt, Lynn (1934–2010), jamaikanischer Gitarrist und Pionier des Rocksteady
- Taittinger, Inès (* 1990), französische Autorennfahrer
- Taittinger, Jean (1923–2012), französischer Politiker, Mitglied der Nationalversammlung
- Taittinger, Pierre (1887–1965), französischer Politiker und UnternehmerPierre Taittinger (1887–1965)

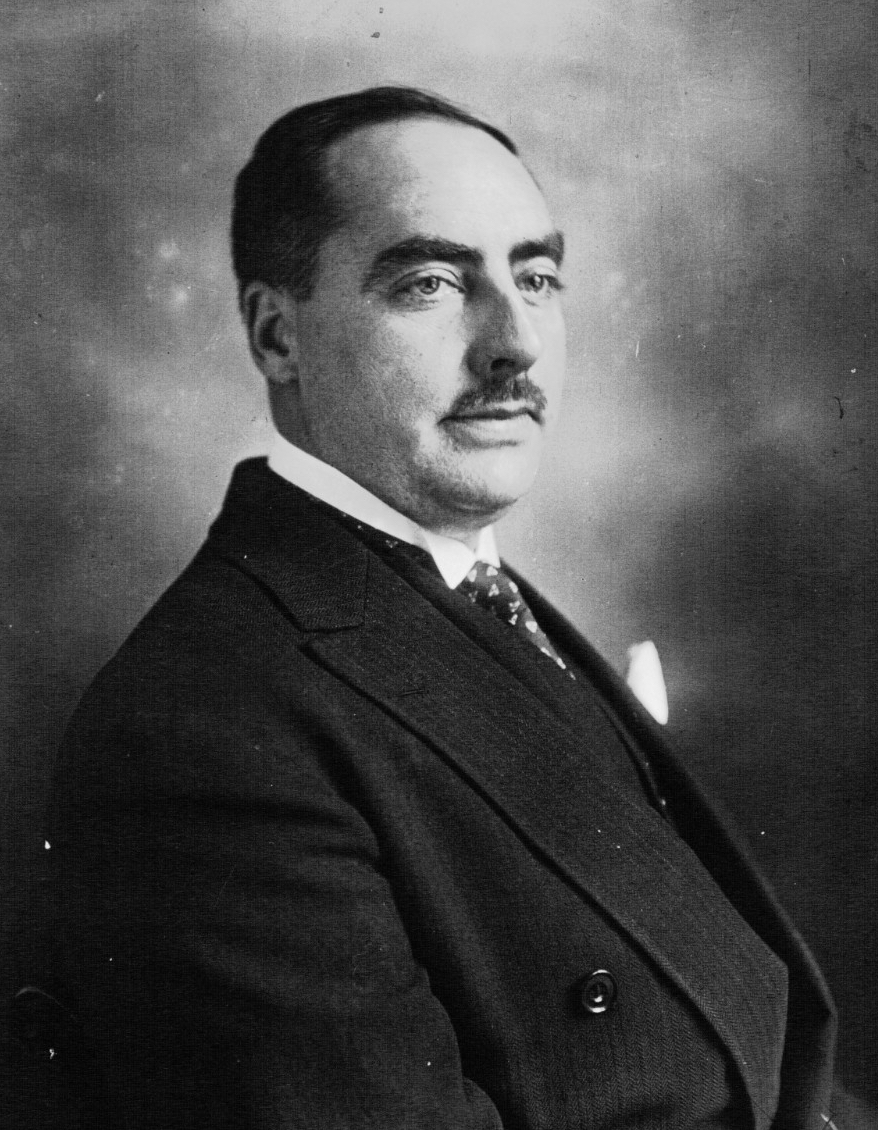
Pierre Taittinger (1887–1965)

- Taittinger, Pierre-Christian (1926–2009), französischer Staatssekretär und Bürgermeister
- Taittinger, Pierre-Emmanuel (* 1953), französischer Unternehmer
- Taittinger, Vitalie (* 1979), französische Geschäftsfrau und seit dem 1. Januar 2020 Präsidentin und Geschäftsführerin des Champagnerhauses Taittinger
- Taitz, Kara (* 1981), US-amerikanische Schauspielerin

### Taiw
- Táíwò, Olúfẹ́mi O., US-amerikanischer Philosoph und Politikwissenschaftler
- Taiwo, Taye (* 1985), nigerianischer Fußballspieler
- Taiwo, Wasiu (* 1976), nigerianischer Fußballspieler

### Taix
- Taixu (1890–1947), buddhistischer Lehrer, Zen-Meister

### Taiz
- Taiz, Max Arkadjewitsch (1904–1980), russischer Aerodynamiker und Hochschullehrer
- Taizi, Sherzaman (1931–2009), paschtunischer Schriftsteller, pakistanischer Geheimdienstmitarbeiter